# Favoriten (Wien)
 For alternative betydninger, se Favoriten. (Se også artikler, som begynder med Favoriten)
Favoriten ( [fafoˈʀiːtən] ?) er den 10. af Wiens 23 bydele (bezirke).
48°09′29″N 16°21′32″Ø / 48.158°N 16.359°Ø